# Luis Urbanč
Luis Urbanč (ur. 25 lipca 1958 w Buenos Aires) – argentyński duchowny katolicki, biskup Catamarca od 2007.

## Życiorys
Święcenia kapłańskie przyjął 30 maja 1982 i został inkardynowany do archidiecezji Tucumán. Po krótkim stażu wikariuszowskim podjął studia licencjackie na Papieskim Instytucie Biblijnym w Rzymie. W 1987 powrócił do kraju i objął stanowisko wykładowcy w seminarium w Tucumán, zaś dwa lata później został proboszczem jednej z parafii w tymże mieście. W 1995 został rektorem seminarium w Tucumán.
14 listopada 2006 papież Benedykt XVI mianował go biskupem koadiutorem diecezji Catamarca. Sakry biskupiej udzielił mu 10 marca 2007 arcybiskup Luis Héctor Villalba. Rządy w diecezji objął 27 grudnia 2007, po przejściu na emeryturę poprzednika.